# Саша Антунович
Саша Антунович (на сърбохърватски: Saša Antunović) е бивш сръбски футболист. Той е роден на 4 ноември 1974 г. в Прищина, бивша Югославия, днес в Република Косово. Висок е 188 см и тежи 84 кг. В А група има 116 мача и 38 гола. През пролетта на 2009 г. влиза във Вип Брадър – България.

## Кариера
Кариерата му започва във ФК Прищина. През 1998 преминава в Сартид (Смедерево), като става основен голмайстор на отбора. От 2002 до 2004 е футболист на Спартак Варна, като вкарва 5 гола с екипа на „соколите“. От 2004 до 2008 играе в Локомотив (София), като вкарва много важни голове за „железничарите“. В края на 2008 е освободен от Локомотив и преминава в Ком-Миньор със свободен трансфер. За Ком изиграва едва 2 мача, като и в двата влиза като резерва. През 2011 завършва кариерата си в Хайдук Београд.

## Други дейности
През 2009 г. участва в риалити предаването Vip Brother по Нова телевизия.

## Статистика по сезони
| Сезон   | Отбор                  | Първенство | Мачове | Голове |
| ------- | ---------------------- | ---------- | ------ | ------ |
| 2002/03 | Спартак (Варна)        | А група    | 15     | 11     |
| 2003/04 | Спартак (Варна)        | А група    | 12     | 3      |
| 2004/05 | Локомотив (София)      | А група    | 11     | 4      |
| 2005/06 | Локомотив (София)      | А група    | 25     | 13     |
| 2006/07 | Локомотив (София)      | А група    | 24     | 11     |
| 2007/08 | Локомотив (София)      | А група    | 17     | 2      |
| 2009/10 | Ком Миньор (Берковица) | Б група    | 0      | 0      |